# Laterální souhláska
Laterála (též boková souhláska) je zvuk, který při řeči vzniká tak, že proud vzduchu prochází přes boky jazyka, přičemž špička jazyka se dotýká v horní části ústní dutiny. To je rozdíl od větší skupiny tzv. středových souhlásek, kde vzduch proudí převážně podél středové linie jazyka.
Podle šíře prostoru okolo boků jazyka rozlišujeme laterální frikativy (úžina vytvářející silný šum) a laterální aproximanty (relativně široká mezera, která nepůsobí značný šum).
V češtině do této skupiny patří pouze alveolární laterální aproximanta (l).